# Fosca (romanzo)
Fosca è un romanzo incompiuto di Igino Ugo Tarchetti pubblicato nel 1869.

## Storia editoriale
Uscito a puntate sulla rivista Il Pungolo nel 1869 e raccolto in volume nello stesso anno, composto da 50 capitoli, è uno dei più rappresentativi romanzi della Scapigliatura. Tarchetti morì di tubercolosi o febbre tifoide prima di terminare il penultimo capitolo, che fu completato dall'amico Salvatore Farina seguendo gli appunti e le indicazioni lasciate dall'autore. Il romanzo è stato ripubblicato nel 1971 dall'editore Einaudi come primo volume della collana Centopagine diretta da Italo Calvino.

## Trama
(Igino Ugo Tarchetti, Fosca, cap. XV)
A cinque anni di distanza, Giorgio, militare di carriera nell'esercito con il grado di ufficiale ottenuto per un atto di eroismo, decide di affidare alla carta le memorie di un periodo particolarmente doloroso della sua vita, caratterizzato dall'amore per due donne dai caratteri opposti: Clara e Fosca.
I ricordi iniziano quando il giovane militare, in congedo per malattia in quanto cardiopatico, decide di abbandonare il suo odiato villaggio natio per recarsi a Milano, a far visita ad un amico. Qui Giorgio incontra Clara, una giovane donna ricca di bellezza e virtù con la quale intrattiene una tenera relazione amorosa (Clara è però sposata con un impiegato di un'amministrazione governativa ed ha un figlio). L'idillio dura solo due mesi, quando Giorgio, richiamato in attività e applicato allo stato maggiore del quarto dipartimento, viene trasferito a nuova destinazione.

Di stanza in un piccolo villaggio, Giorgio è spesso ospite nella casa del colonnello, comandante della guarnigione. È proprio in questa casa che il giovane fa conoscenza con la cugina di questo, Fosca, descritta dal maggiore medico come: 
 Fosca è una donna di rara bruttezza, non tanto per i lineamenti ma per la sua eccessiva magrezza e gli effetti di varie patologie; è affetta da una grave malattia, ma allo stesso tempo dotata di un'acuta sensibilità e di una raffinata cultura. Dalle descrizioni fatte, Fosca pare affetta da epilessia (come il personaggio reale che la ispirò, l'amante di Tarchetti di nome Carolina), disturbi mentali e specialmente una forma seria di anoressia, il tutto indicato genericamente come "isterismo" e consunzione secondo la terminologia medica dell'epoca.
La donna, seppure conscia del proprio ripugnante aspetto, è altresì avida d’amore. In passato è stata sposata con un cacciatore di dote, un certo Lodovico, imbroglione, giocatore e ricattatore, fattole conoscere in buona fede dal cugino (il colonnello), il quale, dopo aver spogliato lei e la sua famiglia di tutti gli averi, l'aveva abbandonata. La ragazza allora era incinta, ma dato il suo fisico debilitato e malato, aveva perso il bambino. A causa di questi avvenimenti i suoi genitori erano morti di crepacuore e Fosca, rimasta sola al mondo, era caduta nella più profonda depressione. Il cugino, sentendosi responsabile per l'accaduto, l'aveva presa con sé sotto la sua protezione.
Ben presto Fosca si innamora di Giorgio, bello, gentile e sensibile, diverso dagli altri militari rozzi e grossolani ed il giovane inizia a subirne l'oscuro fascino, tanto da non riuscire ad evitarla e da essere costretto ad instaurare con la donna, suo malgrado, un morboso legame sentimentale.
Nel tentativo di allontanarsi da Fosca, il giovane, oppresso e tormentato, chiede e ottiene una licenza di tre giorni che passa in compagnia di Clara e, quando ritorna alla guarnigione, cerca di riportare la situazione creatasi con Fosca in un alveo di normalità, promettendole affetto e amicizia sincera, ma lei pretende l’amore e se non l’otterrà si lascerà morire.

Passano così venti lunghi giorni nei quali Fosca vive reclusa nella sua stanza. Il maggiore medico, divenuto nel frattempo amico di Giorgio, preoccupato per la sorte della donna, suggerisce al giovane di avere pietà verso quella disgraziata creatura condannata a morire molto presto, fingendosi innamorato 
 Giorgio, seppur riluttante, accetta e con la complicità del medico si reca di notte nella stanza di Fosca giurandole amore. Tuttavia, lo strano rapporto che s’instaurerà fra i due, consumerà Giorgio anche psichicamente, trascinandolo verso il delirio.

Da questa relazione Fosca sembra trarre nuovo vigore e quasi guarire dalla sua malattia, a scapito però di Giorgio, che si sente deperire e avvicinare alla morte 
 Il medico intuisce l'errore fatto e fa ottenere al giovane, che nel frattempo è stato colto da una perniciosa febbre nervosa, una licenza di quaranta giorni.
Giorgio, felice di potersi ricongiungere con Clara, parte di buon mattino con il treno, ma Fosca lo segue e gettandosi in lacrime, disperata, ai suoi piedi si fa giurare dall'amato che starà via solo un paio di giorni.
Il maggiore medico, sorpreso per il repentino ritorno del giovane, rendendosi conto che la sanità di Giorgio è seriamente in pericolo e sentendosi in parte responsabile per l'accaduto, decide di intercedere presso il comando generale per fargli ottenere un trasferimento definitivo a Milano.
Il dispaccio contenente l'ordine di trasferimento di Giorgio viene recapitato in casa al colonnello durante il festeggiamento del Natale, in cui sono presenti ospiti e ufficiali del distaccamento con le loro consorti. Fosca, appresa la notizia, viene colta da una crisi isterica acuta, gettandosi ai piedi di Giorgio urlando la sua disperazione tra lo sbigottimento degli invitati e lo stupore del colonnello. Questi, finora ignaro della morbosa passione della cugina per il giovane, e sentendosi offeso ed ingannato, lo sfida a duello per l’indomani.
La stessa sera Giorgio riceve una lettera di Clara, in cui la donna gli comunica la sua intenzione di troncare definitivamente il loro rapporto; il marito è caduto in disgrazia ed ella sente più che mai, in questo periodo difficile, il suo dovere di moglie e di madre.

Giorgio, amaramente deluso ed emotivamente distrutto da quest'ultima notizia, comprende che: 
 Durante la notte Giorgio, ormai ossessionato dal rapporto con Fosca, s’introduce nella sua camera dichiarandole il suo amore e la giovane, pur sapendo che questa sarà per lei un’emozione fatale, consuma felice con l'amato l'atto dell'amore fisico.
 
L'indomani avviene il duello, prima con la sciabola dove i due contendenti si feriscono a vicenda, poi con la pistola. Al colonnello tocca il primo colpo, ma Giorgio rimane illeso, mentre il colonnello viene ferito gravemente ad una spalla e si accascia al suolo. Nello stesso tempo Giorgio è colto da un malore e, cadendo in terra urlando, si rende conto di essere ormai vittima della stessa malattia mentale di Fosca. 
Alla fine del romanzo, Giorgio, dimessosi dall'esercito, dopo quattro mesi di malattia, apprenderà con una lettera del dottore, contenente un plico con i capelli di Fosca, della morte di questa, avvenuta tre giorni dopo il duello.
Il romanzo si chiude con l'esortazione del medico, che consiglia a Giorgio di viaggiare e distrarsi, affinché guarisca completamente.

## Caratteri generali dell'opera
La vicenda della Fosca, narrata in prima persona dal protagonista, appare scarna di eventi esteriori, ma giocata quasi completamente sul piano psicologico. In essa è infatti ravvisabile l'interesse per l'introspezione e lo studio del caso patologico, caratteristica tipicamente naturalistica (si pensi ai fratelli Edmond e Jules de Goncourt).
La struttura del romanzo si presta invece a un'interpretazione simbolica: Giorgio è stretto tra due fuochi, rappresentati dalle due donne amate e dai loro caratteri antitetici, sottolineati allusivamente dai loro nomi. Clara, donna serena e solare, è simbolo di vita e di gioia, donatrice di salute al protagonista ammalato; al contrario, Fosca è la donna-vampiro, che succhia la linfa vitale all'uomo corrompendolo e portandolo alla morte. Ella è dunque la «donna fatale», alla quale non si può sfuggire, ma è allo stesso tempo un richiamo alla tomba, in un continuo rimescolamento dei due temi di amore e morte.
In conclusione, la Fosca da un lato riprende temi propri del primo Simbolismo, come il gusto per l'orrido e l'oscuro (si pensi a Baudelaire, Poe oppure Hoffmann), e dall'altro lato anticipa temi che saranno propri del Decadentismo (in particolare, si vedano Il Piacere e il Trionfo della morte di D'Annunzio con l'immagine della donna fatale, seppur le eroine dannunziane vengano descritte come di bell'aspetto).

## Trasposizioni

Valeria D'Obici interpreta Fosca in Passione d'amore di Ettore Scola

### Televisione
- Fosca film tv del 1980 andato in onda su Rai 2 nel 1981, regia di Enzo Muzii, con protagonisti Claudio Cassinelli (Giorgio), Patrizia Terreno (Fosca), Catherine Spaak (Clara), Enzo Tarascio (Il colonnello)[4].

### Cinema
- Passione d'amore, film del 1981, regia di Ettore Scola, con protagonisti Bernard Giraudeau (Giorgio), Valeria D'Obici (Fosca), Laura Antonelli (Clara), Massimo Girotti (Il colonnello).

### Teatro
- Stephen Sondheim e James Lapine hanno scritto un adattamento teatrale del romanzo, Passion, un musical debuttato a Broadway nel 1995, con Donna Murphy nel ruolo della protagonista. Il musical è stato messo in scena anche a Londra nel 1996 (con Maria Friedman) e nel 2010 (con Elena Roger), e una nuova produzione a Broadway è prevista per il febbraio 2013, con Judy Kuhn nel ruolo della protagonista.[senza fonte]